# Zhao Dayong
 (mai 2021).
La mise en forme du texte ne suit pas les recommandations de Wikipédia : il faut le « wikifier ».
Les points d'amélioration suivants sont les cas les plus fréquents :
- Les titres sont pré-formatés par le logiciel. Ils ne sont ni en capitales, ni en gras.
- Le texte ne doit pas être écrit en capitales (les noms de famille non plus), ni en gras, ni en italique, ni en « petit »…
- Le gras n'est utilisé que pour surligner le titre de l'article dans l'introduction, une seule fois.
- L'italique est rarement utilisé : mots en langue étrangère, titres d'œuvres, noms de bateaux, etc.
- Les citations ne sont pas en italique mais en corps de texte normal. Elles sont entourées par des guillemets français : « et ».
- Les listes à puces sont à éviter, des paragraphes rédigés étant largement préférés. Les tableaux sont à réserver à la présentation de données structurées (résultats, etc.).
- Les appels de note de bas de page (petits chiffres en exposant, introduits par l'outil «  Source ») sont à placer entre la fin de phrase et le point final[comme ça].
- Les liens internes (vers d'autres articles de Wikipédia) sont à choisir avec parcimonie. Créez des liens vers des articles approfondissant le sujet. Les termes génériques sans rapport avec le sujet sont à éviter, ainsi que les répétitions de liens vers un même terme.
- Les liens externes sont à placer uniquement dans une section « Liens externes », à la fin de l'article. Ces liens sont à choisir avec parcimonie suivant les règles définies. Si un lien sert de source à l'article, son insertion dans le texte est à faire par les notes de bas de page.
- La présentation des références doit suivre les conventions bibliographiques. Il est recommandé d'utiliser les modèles {{Ouvrage}}, {{Chapitre}}, {{Article}}, {{Lien web}} et/ou {{Bibliographie}}. Le mode d'édition visuel peut mettre en forme automatiquement les références.
- Insérer une infobox (cadre d'informations à droite) n'est pas obligatoire pour parachever la mise en page.

Pour une aide détaillée, merci de consulter Aide:Wikification.
Si vous pensez que ces points ont été résolus, vous pouvez retirer ce bandeau et améliorer la mise en forme d'un autre article.
Zhao Dayong (chinois simplifié : 赵大勇), né en 1970 à Fushun, est un réalisateur chinois.

## Biographie
Zhao Dayong commence par faire des études de peinture à l'Institut des Beaux-Arts Lu Xun de Shenyang (沈阳鲁迅美术学院) à partir de 1988, et s'installe comme peintre professionnel entre 1992 et 1995. À partir de 1995, il travaille dans la publicité et devient réalisateur de spots publicitaires, avant de devenir réalisateur indépendant.

## Techniques de travail
Zhao Dayong est également régulièrement directeur de la photographie de ses films (comme pour Un homme dit non, Rough Poetry, My Father's House, Street Life), monteur (Un homme dit non, The High Life, Rugh Poetry, My Father's House, Street Life) ou encore producteur (Shadow Days, The High Life, My Father's House, Street Life).
Ayant commencé par réaliser des films documentaires, il déclare aborder la réalisation de ses films d'une manière naturelle et réaliste dans une interview au Petit Bulletin : « Venant du documentaire, j'adapte mes techniques habituelles à la fiction, c'est ce qui leur donne un aspect réaliste. En ce qui concerne le fantastique, les fantômes sont un symbole — et une métaphore à destination des spectateurs — me permettant de souligner ce qui se passe autour de nous ».
Zhao Dayong ne prévoit pas en avance l'aspect esthétique de ses films. Il affirmer essayer de donner un sentiment de réalité aux spectateurs. Il filme la plupart du temps en caméra à l'épaule et en plan large, ce qu'il considère comme une manière de montrer un point de vue objectif.

## Filmographie

### Documentaires
- 2002 : Jiang Qing - Madame Mao
- 2006 : Street Life
- 2008 : Ghost Town (废城, Fei cheng)
- 2011 : My Father's House (家园, Jiayuan), co-réalisé avec David L. Bandurski
- 2017 : Un homme dit non

### Fiction
- 2009 : Rough Poetry (下流诗歌, Xialiu shige)
- 2010 : The High Life (寻欢作乐, Xun huan zuo le)
- 2014 : Shadow Days (鬼日子, Gui ri zi)
- 2019 : The Blessed Land

## Récompenses
- 2010 : FIPRESCI award du festival international du film de Mannheim-Heidelberg pour The High Life
- 2014 : Mention spéciale du festival international du film de Tokyo pour Shadow Days